# Битва над Мозгавою
Битва на річці Мозгава — зіткнення війська великопольського князя Мешка III Старого та армії його суперників — краківського і мазовецького князя Лешека Білого, його молодшого брата-співправителя Конрада I Мазовецького та їхнього союзника волинського князя Романа Мстиславича. Відбулася 13 вересня 1195 поблизу містечка Енджеюв (за 80 км на північний схід від Кракова). Перед битвою Мешко III Старий запропонував волинському князю Романові Мстиславичу виступити посередником між ним і племінниками Лешеком та Конрадом. Роман Мстиславич відмовився, сподіваючися з перемогою Казимировичів посилити свій вплив на польські справи. У битві суперники зазнали величезних втрат. З одного боку — загинув син Мешка III Старого куявський князь Болеслав, з другого — був поранений князь Роман Мстиславич. У Київському літописі йдеться про жорстоку поразку Романа Мстиславича. Але Київський літопис укладався прибічниками головного супротивника волинського князя Романа Мстиславича — великого князя київського Рюрика Ростиславича. Насправді жодна із сторін у битві на Мозгаві не отримала рішучої переваги, що йшло на користь саме князю Романові Мстиславичу. Обидві сторони конфлікту в Польщі й надалі залежали від нього, що розв'язувало йому руки в боротьбі за київський та галицький столи.